# Корто Мальтезе (DC Comics)
Корто Мальтезе — вымышленная страна в Южной Америке, появляющаяся в комиксах издательства DC Comics.

## Вымышленная история
Корто Мальтезе — небольшое островное государство и страна у берегов Южной Америки. Ссылка на это была в двух неканонических источниках DC. Существование острова Корто Мальтезе подтверждается в русле Вселенной DC (DC Universe), где была ссылка в газетном заголовке: «Больше оружия для Корто Мальтезе».

## ВозвращениеТёмного рыцаря
Корто Мальтезе появляется в графическом романе Фрэнка Миллера — Бэтмен: Возвращение Тёмного рыцаря как имя острова, находящегося в эпицентре Карибского кризиса. Корто Мальтезе также занимает сторону повстанческого восстания во втором выпуске серии. По сюжету советские эсминцы прибывают к побережью этой маленькой страны; в ответ правительство США тайно посылает туда Супермена для борьбы с советским присутствием, пока битва не приняла серьезный оборот, а Советский Союз не выпустил ракету «Несущая холод» (имя, данное в этом комиксе американскими СМИ советской боеголовке, запущенной из-за присутствия там Супермена).
Можно предположить, что использование Миллером такого названия для острова является данью уважения Уго Пратту и его Корто Мальтезу. Это также может быть оказана как имя, как в испанском и итальянском языках, в которых это может означать «короткий» («corto») человек с Мальты («Maltese»), но вопрос о значении названия острова, кажется, до сих пор остается неизвестным.

## Вне комиксов

### Телевидение
- Корто Мальтезе упоминается в сериале Тайны Смолвиля. В эпизоде «Справедливость» (11-я серия 6-го сезона) Зелёная стрела и команда Лиги Справедливости (Аквамен, Киборг, и Импульс) предлагают Кларку Кенту идти с ними, чтобы помочь разрушить планы Лекса Лютора, направленные на людей с сверхчеловеческими способностями, заявляя: «Господа, наша первая цель — большой объект на острове Корто Мальтезе. Вы, ребята, знаете, что делать, — выдвигаемся через тридцать пять минут».
- Корто Мальтезе впервые появляется в телесериале Стрела в эпизоде «Одинокий стрелок» (3-й эпизод 1-го сезона), Оливер Куин упоминает, что наёмник Дэдшот работает на Корто Мальтезе. Корто Мальтезе показан в 3-м сезоне, эпизодах 2 (кратко) и 3 (заметно), как место, где Тея Куин тренируется со своим отцом, Малькольмом Мерлином. На 32-й секунде 11-й минуты 9-го эпизода «Подъём» (The Climb) 3-го сезона на карте мира также явно показывается местонахождение острова (к юго-востоку от Южной Америки).
- Также о Корто Мальтезе идёт речь во 2-м сезоне сериала "Титаны".

### Кино
- Ссылка на остров Корто Мальтезе была в фильме «Бэтмен» (1989). Фотожурналистка Вики Вейл отправляется на Корто Мальтезе, чтобы сделать фотографии после произошедшей там революции. Её фотографии были отобраны для статьи в журнал «Тайм». В фильме Вики Вейл провела много времени в Корто Мальтезе, где сняла серию ужасающих фотографий жестокого насилия над повстанцами. Увидев фотографии Вейл на обложке и страницах журнала, показывающих опустошенную зону военных действий с разбросанными трупами, Джокер бойко прокомментировал: «Я не знаю, искусство ли это... но мне нравится!»
- Корто Мальтезе появляется в анимационной адаптации комикса «Бэтмен: Возвращение Тёмного рыцаря».
- Корто Мальтезе является основным местом действия в фильме «Отряд самоубийц: Миссия навылет» (2021).